# بوريس بولاك
بوريس بولاك (بالعبرية: בוריס פולק‏) (بالرومانية: Boris Poleac)‏ هو لاعب رماية إسرائيلي ومولدوفي، ولد في 15 يوليو 1954 في كيشيناو في مولدوفا.

## وصلات خارجية
- بوريس بولاك على موقع الاتحاد الدولي (الإنجليزية)
- بوريس بولاك على موقع اللجنة الأولمبية الدولية (الإنجليزية)
- بوريس بولاك على موقع أوليمبيديا (الإنجليزية)